# Сенак
Сена́к — дрібний острів в Червоному морі в архіпелазі Дахлак, належить Еритреї, адміністративно відноситься до району Дахлак регіону Семіен-Кей-Бахрі.

## Географія
Розташований на північ від східного півострова острова Дахлак та на південь від острова Дулакаль. Має овальну видовжену форму, довжина острова 1 км, ширина 0,4 км. На відміну від інших островів архіпелагу Сенак не облямований піщаними мілинами та кораловими рифами.